# Pokémon Pinball
Pokémon Pinball (Japans: ポケモンピンボール; Pokemon Pinbōru) is een flipperkast spel voor de Game Boy Color dat werd uitgebracht in 1999. Het is gebaseerd op Pokémon Red en Blue. De bal is een Pokébal, en de meeste objecten zijn gerelateerd met Pokémon. 
De bedoeling van het spel is om zo veel mogelijk punten te verzamelen. De speler kan ook 151 Pokémon vangen om de Pokédex op te vullen.

## Ontvangst
| Beoordeeld door       | Uitgave | Score |
| --------------------- | ------- | ----- |
| Nintendo Land         | 2003    | 93%   |
| GameSpot              | 2000    | 87%   |
| Power Unlimited       | 2000    | 85%   |
| Electric Playground   | 1999    | 85%   |
| All Game Guide        | 1999    | 80%   |
| Game Critics          | 1999    | 80%   |
| IGN                   | 1999    | 80%   |
| Jeuxvideo.com         | 2000    | 75%   |
| The Video Game Critic | 2015    | 67%   |
| Gamekult              | 2000    | 50%   |